# Льюістоніт
Льюістоніт, льюїстоніт — мінерал групи апатитів, багатий карбонатом флуорапатиту.

## Загальний опис
Уперше описаний 1978. 
Хімічна формула: Ca5(PO4, CO3)3F. Містить (у %): C — 1,88; O — 37,65; F — 3,97; P — 14,58; Ca — 41,92. Має гексагональну кристалічну систему. Густина 3,12; твердість 5. Безколірний, білуватий; прозорий (просвічується). 
В Україні виявлено на Кіровоградському блоці Українського щита.
Назва — від міста Льюїстон у штаті Юта, США, де вперше знайдено мінерал.